# Mermaid Vs. Sailor
Mermaid Vs. Sailor é o extended play de estreia pela cantora e compositora galesa Marina and the Diamonds, que atualmente se apresenta com o monónimo "Marina". Produzido pela própria Marina, foi lançado em 23 de novembro de 2007 e vendido através da sua página do MySpace da artista. Também foram vendidos 70 exemplares em CD-R . Existe também uma versão vinil criada por fãs.

## Lista de Faixas
| Versão padrão  |                          |                         |         |  |
| N.º            | Título                   | Compositor(es)          | Duração |  |
| 1.             | "Seventeen (Demo)"       | Marina and the Diamonds | 2:40    |  |
| 2.             | "Horror Pop"             | Marina and the Diamonds | 3:57    |  |
| 3.             | "Hermit the Frog (Demo)" | Marina and the Diamonds | 3:39    |  |
| 4.             | "Daddy Was a Sailor"     | Marina and the Diamonds | 3:15    |  |
| 5.             | "Simplify"               | Marina and the Diamonds | 2:28    |  |
| 6.             | "Plastic Rainbow"        | Marina and the Diamonds | 4:04    |  |
| Duração total: | Duração total:           | Duração total:          | 22:03   |  |